# Czarne Szeregi
Czarne Szeregi – trzeci studyjny album polskiego zespołu rockowego Proletaryat. Został wydany w 1993 roku. W 2004 miała miejsce jego reedycja.

## Lista utworów
1. "Czarne szeregi"
2. "Mój pokój"
3. "Jak długo"
4. "Miasto"
5. "Jak psy"
6. "W imię nieważnych spraw"
7. "Jeszcze jeden krok"
8. "Ofiarny stos"
9. "Wystarczy iskra"
10. "Co jest"
11. "Kolesie"
12. "Johnny B.Goode"
13. "Nadine"

## Wydania

### Wydanie remasterowane – Metal Mind Productions, 2004
14. "Dlaczego ja"
15. "Czy to już koniec"
16. "W imię nieważnych spraw"
Utwory 14, 15, 16 pochodzą z albumu Proletaryat in Concert, zarejestrowane zostały w październiku 1991. Nigdy wcześniej nie były opublikowane na płytach kompaktowych.
Wersja ta zawiera także video do utworów:
- "Mój pokój"
- "Czarne szeregi"

Zostały one zarejestrowane w studiu TVP Kraków 5 marca 1993.

## Twórcy
- Tomasz "Oley" Olejnik – śpiew
- Jarosław "Siemion" Siemienowicz – gitara. śpiew
- Dariusz "Kapcer" Kacprzak – gitara basowa, śpiew
- Piotr "Pniaku" Pniak – perkusja
- Zbigniew Marczyński – perkusja (tylko w utworach koncertowych)
- Adam "Burza" Burzyński – gościnnie śpiew (utwory "Co jest" i "Jak długo")